# Hockey su ghiaccio ai I Giochi olimpici giovanili invernali - Torneo maschile
Il torneo maschile di hockey su ghiaccio dei I Giochi olimpici giovanili invernali si svolge dal 13 al 22 gennaio 2012.

## Prima fase

### Classifica
| Pos. |             | PG | V | VOT | POT | P | GF | GS | DR | Pt |
| ---- | ----------- | -- | - | --- | --- | - | -- | -- | -- | -- |
| 1.   | Stati Uniti | 1  | 1 | 0   | 0   | 0 | 7  | 2  | +5 | 3  |
| 2.   | Finlandia   | 1  | 1 | 0   | 0   | 0 | 3  | 0  | +3 | 3  |
| 3.   | Russia      | 1  | 1 | 0   | 0   | 0 | 4  | 2  | +2 | 3  |
| 4.   | Canada      | 1  | 0 | 0   | 0   | 1 | 2  | 4  | -2 | 0  |
| 5.   | Austria     | 2  | 0 | 0   | 0   | 2 | 2  | 10 | -8 | 0  |

### Risultati
| Arbitro: | Simon Aicher |

|  |           |                                              |
|  | Marcatori | 30:22 Kapanen 32:05 Hopponen 44:40 Kiviranta |

| Arbitro: | Andreas Harnebring |

|                                                             |           |                                         |
| Protapovič 05:08 Cvetkov 11:56 Lazarev 18:58 Vovčenko 26:38 | Marcatori | 05:33 Pilon 21:37 Brooks 42:05 Gardiner |

| Arbitro: | Andris Ansons |

|                                                                             |           |                          |
| Gersich 00:47 12:03 23:37 Wegwerth 01:13 Macinnis 09:02 41:06 Godbout 41:24 | Marcatori | 20:40 Huber 30:44 Gaffal |

| Innsbruck 15 gennaio 2012, ore 13:30 UTC+1 | Finlandia | – | Russia | OlympiaWorld |

| Innsbruck 15 gennaio 2012, ore 18:00 UTC+1 | Canada | – | Stati Uniti | OlympiaWorld |

| Innsbruck 16 gennaio 2012, ore 12:45 UTC+1 | Russia | – | Austria | OlympiaWorld |

| Innsbruck 17 gennaio 2012, ore 11:15 UTC+1 | Austria | – | Canada | OlympiaWorld |

| Innsbruck 17 gennaio 2012, ore 15:45 UTC+1 | Finlandia | – | Stati Uniti | OlympiaWorld |

| Innsbruck 18 gennaio 2012, ore 11:45 UTC+1 | Canada | – | Finlandia | OlympiaWorld |

| Innsbruck 18 gennaio 2012, ore 16:15 UTC+1 | Stati Uniti | – | Russia | OlympiaWorld |